# Keith Wegeman
Keith Richard Wegeman (ur. 28 sierpnia 1929 w Denver, zm. 22 sierpnia 1974) – amerykański skoczek narciarski. Jego największym sukcesem było zajęcie 12. miejsca na Zimowych Igrzyskach Olimpijskich 1952.
Mieszkał w Kolorado. Jako uczeń Uniwersytetu Denver był już drużynowym mistrzem USA. Po zakończeniu nauki w college'u i kariery, Wegeman został instruktorem narciarstwa, a następnie zaczął pracować w telewizji. Prowadził program Ski Tips, a parę lat później przeniósł się do Kalifornii. Na Zimowych Igrzyskach Olimpijskich 1960 był doradcą technicznym.
Został pośmiertnie wprowadzony do narciarskiego i snowboardowego „Hallu Sławy” w Kolorado w 1989.
Jego córką jest znana aktorka opery mydlanej „Moda na sukces” – Katherine Kelly Lang (Brooke Logan).